# The Ghost of Frankenstein
Fantoma lui Frankenstein (titlu original: The Ghost of Frankenstein) este un film de groază american din 1942 regizat de Erle C. Kenton. În rolurile principale joacă actorii  Lon Chaney Jr., Cedric Hardwicke, Ralph Bellamy, Lionel Atwill și Béla Lugosi.

## Distribuție
- Lon Chaney Jr. - Monstrul
- Cedric Hardwicke - Dr. Ludwig Frankenstein și fantoma lui Henry Frankenstein
- Ralph Bellamy - Erik Ernst
- Lionel Atwill - Dr. Theodore Bohmer
- Béla Lugosi - Ygor
- Evelyn Ankers - Elsa Frankenstein
- Janet Ann Gallow - Cloestine Hussman
- Barton Yarborough - Dr. Kettering
- Doris Lloyd - Martha
- Leyland Hodgson - Chief Constable
- Olaf Hytten - Hussman
- Holmes Herbert - Magistrate